# Georg Ludwig Carius
Pour les articles homonymes, voir Carius.
Georg Ludwig Carius, né le 24 août 1829 à Barbis dans le royaume de Hanovre, et mort le 24 avril 1875 à Marbourg, province de Hesse-Nassau, est un chimiste allemand. Il est surtout reconnu pour sa publication d’une nouvelle méthode gravimétrique d'analyse élémentaire basée sur l'oxydation ainsi que pour la création des tubes scellés auxquels il a donné son nom, les tubes de Carius.

## Biographie

### Jeunesse
Georg Ludwig Carius est né le 24 août 1829 dans le village de Barbis dans les montagnes du Harz. Ce village se situe alors dans le royaume de Hanovre.  Sa mère est morte alors qu’il n’avait que 4 ans, et son père, qui était prêtre, alors qu'il n'avait 9 ans, le laissant seul avec son frère ainé. Ils furent élevés par divers amis de la famille, dont un ministre du village de Goslar, qui prit Georg Ludwig Carius sous son aile.

### Études
Carius a travaillé comme apothicaire auprès de Dempwolf[Qui ?] durant ses études, ce qui l’aida à développer son esprit de chercheur et sa dextérité. Après ses études scolaires, il est allé à l’Université de Göttingen, où enseignait Friedrich Wöhler. Il a poursuivi ses études à Heidelberg, où il eut l’occasion d’étudier avec Wöhler puis avec Robert Bunsen, qui fit de lui son assistant de laboratoire de 1852 à 1858. Pendant ces 6 année, il put participer au travail séminal de Bunsen sur le cacodyle (ou tétraméthyldiarsine). Il a aussi pris part aux tentatives de gazométrie de Bunsen en 1853. Il a fait une publication importante sur une méthode gravimétrique d’analyse élémentaire en 1860.

### Mariage
Carius s’est marié à deux reprises. Il épousa d'abord en 1858 la fille d’un riche propriétaire de plantation en Amérique du Sud. Carius profita de ce milieu et mit sur pied son laboratoire personnel avec le peu d’équipement dont il disposait. Il se remaria en 1869, après la mort de sa première épouse.

### Mort
Après toutes ces années de travail acharné en laboratoire, Carius finit par développer une pleurésie. En raison des traitements peu avancés de cette époque et de la mauvaise ventilation des laboratoires où il travaillait, sa pleurésie se transforma en maladie respiratoire grave, ce qui l'obligea à faire une pause dans ses recherches en 1874. Il fit un court séjour de repos en Italie, trop bref pour avoir le temps de guérir. À son retour à Marbourg en février 1875, un de ses élèves laissa par mégarde une fuite de vapeur d’acide nitrique dans son laboratoire qui passa inaperçue et tua subitement Carius à l'âge de 45 ans.

## Réalisations

### Méthode gravimétrique d'analyse élémentaire
En 1860, Carius publia son papier le plus célèbre, une nouvelle méthode gravimétrique d’analyse élémentaire basée sur l'oxydation totale de l'échantillon en utilisant l'acide nitrique fumant à haute température. C'est un processus assez simple qui consiste à déposer un échantillon dans une petite ampoule à paroi mince équipée d’«interrupteurs à joints». Cette ampoule est ensuite déposée dans un tube à paroi épaisse, avec de l'acide et de l'argent ou du nitrate de baryum, selon l'élément à quantifier. Une fois scellé, on chauffe le tube dans une invention de Carius nommée four tubulaire, qui est un four à plusieurs trous pouvant résister aux bris des tubes si cela se produit.

### Tubes de Carius
(mai 2016).
Le contenu est difficilement compréhensible vu les erreurs de traduction, qui sont peut-être dues à l'utilisation d'un logiciel de traduction automatique.

Tubes de Carius.

Carius s’est démarqué grâce à ses études sur l’oxydation, pour lesquelles il a développé une méthode impliquant une haute digestion de température[pas clair] dans un tube scellé avec des parois étanches utilisés pour la digestion ou la thermolyse et appelés «tubes de Carius».
Carius a obtenu son diplôme en 1857 et a commencé à enseigner et à faire des recherches dans son laboratoire personnel, avec ses étudiants, sur les structures des chlorures de soufre et de sélénium avec des molécules organiques. Le travail était ardu et problématique en raison de la difficulté supplémentaire que représente l’identification des halogènes tels le soufre et le phosphore. En effet, la majeure partie des méthodes connues nécessitaient une étape de combustion initiale qui ne s’achevait pas toujours et pouvait mener à des pertes, en plus d’être longues. En 1861, Carius est devenu professeur agréé et plus tard dans sa carrière, en 1865, il remplaça le professeur Hermann Kolbe à l’Université de Marbourg en tant qu’enseignant et que directeur de l’Institut de chimie de Marbourg. Il réorienta son travail en enquêtant sur les réactions avec des molécules contenant de l'azote, y compris l'ammoniac dans les réactions d'addition d'acides carboxyliques insaturés, et les réactions d'oxydation ultérieures, en particulier en utilisant l'ozone.

#### Applications du tube de Carius
(mai 2016).
Le contenu est difficilement compréhensible vu les erreurs de traduction, qui sont peut-être dues à l'utilisation d'un logiciel de traduction automatique.
Tout d'abord, en chimie analytique, le tube de Carius est utilisé pour déterminer la quantité d'halogène, de phosphore ou de soufre dans des composés chimiques. Le principe est tel qu’il faut placer, dans le tube à essai, une quantité de produit connu, de l’acide nitrique ainsi que du nitrate d’argent (seulement pour la détermination des halogénures) qu’on place ensuite dans un four. L’oxydation du carbone et de l’hydrogène produit alors de l'eau et du dioxyde de carbone. Finalement, la substance obtenue est déterminée par analyse gravimétrique, donc par la pesée, et ce après avoir filtré, lavé et séché l’analyte formé.
D’autre part, la digestion[Quoi ?] avec de l'eau régale dans les tubes de Carius est couramment utilisée en géologie afin de déterminer les métaux du groupe du platine, dits MGP, dans des échantillons géologiques de la terre et des éléments du groupe d'évolution planétaire, comme dans les roches ultramafiques.